# Marma (India)
Marma è una suddivisione dell'India, classificata come census town, di 4.607 abitanti, situata nel distretto di Dhanbad, nello stato federato del Jharkhand. In base al numero di abitanti la città rientra nella classe VI (meno di 5.000 persone).

## Geografia fisica
La città è situata a 23° 45' 53 N e 86° 44' 03 E.

## Società

### Evoluzione demografica
Al censimento del 2001 la popolazione di Marma assommava a 4.607 persone, delle quali 2.449 maschi e 2.158 femmine. I bambini di età inferiore o uguale ai sei anni assommavano a 701, dei quali 337 maschi e 364 femmine. Infine, coloro che erano in grado di saper almeno leggere e scrivere erano 2.305, dei quali 1.442 maschi e 863 femmine.